# Retro Atari Classics
Retro Atari Classics, connu sous le nom de Atarimix Happy 10 Games au Japon, est une compilation de jeux vidéo développée par Taniko et éditée par Atari Inc., sorti en 2005 sur Nintendo DS.

## Système de jeu
La compilation permet de jouer aux différents jeux dans leur version originale et des versions « modernisées ». Elle comprend :
- Pong
- Breakout
- Asteroids
- Centipede
- Gravitar
- Lunar Lander
- Missile Command
- Sprint
- Tempest
- Warlords

## Accueil
Retro Atari Classics reçoit un accueil mitigé de la presse spécialisée. Le jeu obtient une moyenne de notes de 51 % sur Metacritic sur la base de 17 critiques.